# 松浦典良
松浦 典良（まつうら のりよし、1943年8月14日  - 2005年1月15日）は、日本の音響監督。

## 来歴
東京都中野区生まれ。漫画家の手塚治虫のファンということもあり、1963年に手塚のアニメ制作会社の虫プロダクションに入社し、『鉄腕アトム』からフィルム編集業務に携わる。1973年に虫プロダクションを退社し、音響制作の道へ入る。初の担当作品は1975年開始のテレビアニメ『アラビアンナイト シンドバッドの冒険』。1980年2月に所属していたAUDIO PLANNING Uを退社し、音響制作会社の株式会社「現 GEN」を設立し、代表取締役を務めていた 。
2005年1月15日、直腸癌で死去。

## エピソード
「作品の善し悪しは声優のキャスティングで90%が決まる」というのが持論で、アニメ『機動戦士ガンダム』では、『巨人の星』の星飛雄馬のイメージを脱却できずにいた古谷徹にアムロ・レイ役で新境地を開かせ、池田秀一にはシャア・アズナブル役を実現させて本格的に声優の道を歩むきっかけを与えた。しかし『機動戦士ガンダム』の劇場版で、アニメ制作会社の日本サンライズ（現・サンライズ）と衝突して音響監督を降板した。出演声優陣は「松浦が降りるなら自分たちも降りる」と抗議したが、『機動戦士ガンダム』の劇場版2作目以降は浦上靖夫が音響監督を担当しており、松浦はそれ以後、二度とガンダム関係・サンライズ関係の作品を担当することはなかった。

## 参加作品
※ 特記のない限り全て音響監督としての参加

### テレビアニメ
1965年
- W3（編集）

1967年
- 悟空の大冒険（編集）

1969年
- どろろ（編集[6]）

1970年
- あしたのジョー（編集）

1975年
- ドン・チャック物語（オーディオディレクター）(浦上靖夫と共同)

1977年
- おれは鉄兵（録音監督）
- 野球狂の詩
- 無敵超人ザンボット3

1978年
- 一球さん（録音監督）
- 無敵鋼人ダイターン3

1979年
- 科学冒険隊タンサー5
- 機動戦士ガンダム

1981年
- アニメ親子劇場（音響ディレクター）
- 戦国魔神ゴーショーグン
- ワンワン三銃士（録音監督）

1982年
- 魔境伝説アクロバンチ

1983年
- プラレス3四郎
- みゆき

1985年
- 超獣機神ダンクーガ

1987年
- きまぐれオレンジ☆ロード
- げらげらブース物語

1988年
- 燃える!お兄さん

1992年
- ボーイフレンド

1994年
- あそぼトイちゃん

1995年
- H2

1997年
- アニメがんばれゴエモン

1998年
- Only You ビバ!キャバクラ
- 熱沙の覇王ガンダーラ

1999年
- サイボーグクロちゃん

2001年
- 星のカービィ

2003年
- F-ZERO ファルコン伝説（遺作）

### OVA
1984年
- BIRTH
- 街角のメルヘン

1985年
- 軽井沢シンドローム
- GREED
- 幻夢戦記レダ
- ホワッツマイケル
- 吸血鬼ハンターD
- 夢次元ハンターファンドラ

1986年
- アイ・シティ
- ウォナビーズ
- カリフォルニア・クライシス 追撃の銃火
- ガルフォース
- クール・クール・バイ
- ザ・ヒューマノイド 哀の惑星レザリア
- 超獣機神ダンクーガ
- トゥインクルハート 銀河系までとどかない（音響監修）
- 那由他

1987年
- エルフ・17
- 禁断の黙示録 クリスタル・トライアングル
- TWD EXPRESS ROLLING TAKEOFF
- バブルガムクライシス
- マップス 伝説のさまよえる星人たち

1988年
- 1ポンドの福音
- 恐怖のバイオ人間 最終教師
- ハーバーライト物語（ストーリー）〜ファッションララより〜
- ワット・ポーとぼくらのお話

1989年
- アーシアン
- ARIEL
- 虚無戦史MIROKU
- 新キャプテン翼
- ドッグソルジャー DOG SOLDIER:SHADOWS OF THE PAST
- Hi-SPEED JECY
- 風魔の小次郎
- 妖魔
- ライディングビーン

1990年
- ウルトラマングラフィティ おいでよ!ウルトラの国
- ガデュリン
- 魔物ハンター妖子

1991年
- 一本包丁満太郎
- うしろの百太郎
- 乙姫CONNECTION（音響制作）
- 恐怖新聞
- 新・超幕末少年世紀タカマル
- 聖伝-RG VEDA-
- 魍魎戦記MADARA
- 闇の司法官ジャッジ
- 横浜名物 男片山組!

1992年
- 永遠のフィレーナ
- おいら女蛮 決戦!パンス党
- 幻想叙譚エルシア

1993年
- 雲界の迷宮ZEGUY
- 紺碧の艦隊

1994年
- 聖ミカエラ学園漂流記II
- 東京BABYLON2

1995年
- ミネルバの剣士

1996年
- 特務戦隊シャインズマン
- Ninja者

1997年
- 旭日の艦隊

2004年
- 宇宙交響詩メーテル 銀河鉄道999外伝

### 劇場アニメ
1981年
- 機動戦士ガンダム
- ユニコ（音響協力）

1982年
- 戦国魔神ゴーショーグン 時の異邦人（エトランゼ）

1983年
- プロ野球を10倍楽しく見る方法（音響演出）

1984年
- 綿の国星

1986年
- ウインダリア
- 強殖装甲ガイバー
- RUNNING BOY スター・ソルジャーの秘密

1988年
- きまぐれオレンジ☆ロード あの日にかえりたい

1989年
- ウルトラマンUSA
- ギャラガ

1990年
- CAROL

1997年
- エルマーの冒険

2001年
- シャム猫 -ファーストミッション-

### ゲーム
1996年
- アークザラッドII
- ファイアーウーマン纏組（ディレクター）

### カセット文庫
1988年
- 星へ行く船（演出）